# Gefrierfleischschneider
Ein Gefrierfleischschneider ist eine Fleischereimaschine, die in der Lebensmittelindustrie eingesetzt wird.
Gefrierfleischschneider schneiden Blöcke aus Gefrierfleisch in Streifen, die anschließend weiterverarbeitet werden. In der Maschine wirken große Kräfte, die auch zu einer starken Geräuschentwicklung führen.
Kleinere Maschinen werden von Hand beschickt, größere verfügen über eine automatische Beschickung über Normwagen oder Bänder.
Das Verfahren des Gefrierfleischschneidens ist Teil einer Produktionskette und führt im Allgemeinen nicht selbst zu einem Endprodukt. Da bei vielen nachfolgenden Produktionsschritten Wärme entstehen kann, zum Beispiel beim Mahlen, trägt das gefrorene Produkt im weiteren Produktionsgang auch zur Aufrechterhaltung der Kühlung bei.